# Roger Myerson
Roger Bruce Myerson (* 29. března 1951 Boston) je americký ekonom, který v roce 2007 spolu s Leonidem Hurwiczem a Ericem Maskinem získal Cenu Švédské národní banky za rozvoj ekonomické vědy na památku Alfreda Nobela za „položení základů teorie návrhu mechanismů“. Je profesorem na Chicagské univerzitě.